# Urubamba aptera
Urubamba aptera är en insektsart som beskrevs av Bruner, L. 1913. Urubamba aptera ingår i släktet Urubamba och familjen gräshoppor. Inga underarter finns listade i Catalogue of Life.